# Lennart Svedberg
Jan Lennart Svedberg, kallad ”Lill-Strimma”, född 29 februari 1944 i Timrå församling, död 30 juli 1972, var en svensk ishockeyspelare. Han började karriären som forward, men blev känd som back. Svedberg vann ett SM-guld under sina allsvenska tid och fyra VM-medaljer under sin landskampskarriär (125 matcher). Han utsågs till bästa back i två världsmästerskap och Timrå IK har pensionerat hans tröjnummer.

## Biografi
Lennart Svedberg växte upp på Östrand i Timrå i närheten av ishockeyrinken. Hans far Arne Svedberg var känd som Strimma då han var så smal och när Lennart Svedberg föddes började fadern kallas Storstrimma och sonen Lill-Strimma.
Svedberg började sin ishockeykarriär som 15-åring i högsta serien 1959/1960 som forward för Wifsta/Östrands IF i ett tiotal matcher. Han togs ut till juniorlandslaget och presterade två mål under tre landskamper. Säsongen 1961/1962 hade han gjort sig ett namn och valdes in i Pressens lag. Några veckor efter matchen mot landslaget fick han själv spela i Tre Kronor i en match mot Tjeckoslovakien, vilket fortfarande (2021) gör honom till en av de yngsta landslagsdebutanterna genom tiderna eftersom han bara var 17 år.
Svedberg fortsatte som forward i Grums IK, men säsongen var dålig för laget som halkade ur högsta serien. Han gick därför efter bara ett år över till Brynäs IF där han omskolades till back och blev kvar i två säsonger. Där var han med och blev svensk mästare 1964. Efter tiden i Brynäs gjorde han fyra säsonger för Mora IK (1965–69) innan han återvände till Timrå. Svedberg uppgav i en intervju med Sportbladet att han fått ett erbjudande att skriva på för St. Louis 1967, men att han tackat nej av familjeskäl. Han spelade dock med några utländska lag, bland annat 1968 i en träningsmatch med CSKA Moskva mot Dynamo Moskva som då tränades av Anatolij Tarasov. År 1969 deltog Svedberg i ett träningsläger med Detroit Red Wings och blev erbjuden ett kontrakt hos klubben, vilket han tackade nej till.
Svedberg spelade totalt 125 landskamper och 278 matcher i allsvenskan. I VM var han med om att vinna silver 1969 och 1970 samt brons 1965 och 1971. Vid VM-turneringarna 1969 och 1970 utsågs han till bäste back. Han räknas som en av Sveriges genom tiderna bästa försvarare.
Lennart Svedberg var gift och hade två barn. Han omkom i en bilolycka i Stavreviken i Timrå då han kolliderade med Leif Engvalls orkesterbuss. Kollisionen var mycket kraftig och han avled omedelbart.

## Till minne av Svedberg
- Tröja nummer 5 har reserverats för Svedberg av Timrå IK[12] och hänger i taket på NHC Arena.
- B-hallen vid NHC Arena döptes till Lill-Strimma-hallen 1974.[12]
- Lill-Strimmas stipendium utdelas till bäste back i TV-pucken.[12]
- Lill-Strimma Cup är en U13-turnering som årligen anordnas av Timrå IK.
- Lill-Strimmas minnesfond[12]

## Klubbar
- Wifsta/Östrands IF 1960–1962 (vilket senare blev Timrå IK)
- Grums IK 1962–1963
- Brynäs IF 1963–1965
- Mora IK 1965–1969
- Timrå IK 1969–1972[13]

## Meriter
- SM-guld 1964
- VM-silver 1969, 1970
- VM-brons 1965, 1971
- Invald i Svensk ishockeys Hockey Hall of Fame 2012